# 同济大学浙江学院
同济大学浙江学院，简称同浙，是中国一家由国家重点大学创办的独立设置的二级学院，位于浙江省嘉兴市。学院由嘉兴市人民政府、同济大学合作办学。

## 学院历史
同济大学浙江学院成立于2008年7月，是教育部和浙江省人民政府批准设立，由同济大学、宏达控股集团有限公司和嘉兴市教育发展投资有限责任公司合作举办的全日制本科普通高校。

## 院系设置

### 计算机与计算学院
- 计算机科学与技术
- 信息与计算科学
- 统计学
- 信息管理与信息系统

### 信电学院
- 信息工程
- 通信工程
- 电子科学与技术
- 电子信息工程
- 自动化

### 工程学院
- 土木工程
- 机械设计制造及其自动化
- 建筑学
- 机械电子工程

### 中德学院
- 德語
- 中德交流班

### 外語系
- 英語
- 商務英語

### 交通運輸工程系
- 交通運輸
- 交通工程

## 外部連結
- 浙江学院主页